# N570 (België)
De N570 is een gewestweg in België tussen Châtelet (R53) en Farciennes (N590). De weg heeft een lengte van ongeveer 4 kilometer. Bij Pont-de-Loup wordt de rivier Samber gepasseerd.
De gehele weg bestaat uit twee rijstroken voor beide richtingen samen.

## Plaatsen langs N570
- Châtelet
- Pont-de-Loup
- Farciennes